# Буров, Максим Алексеевич
Максим Алексеевич Бу́ров (род. 5 июня 1998 года, Ярославль) — российский фристайлист, выступающий в лыжной акробатике. Трёхкратный чемпион мира: в личных соревнованиях (2019 и 2021) и в командном первенстве (2021); бронзовый призёр чемпионата мира 2019 года в командном турнире. Двукратный обладатель малого Кубка мира в зачёте акробатики (2017/18 и 2020/21).

## Биография
Максим Буров родился в Ярославле в 1998 году. Старший брат Илья также фристайлист, член сборной России.

## Спортивная карьера
В Кубке Европы дебютировал в 2012 году на этапе в финской Руке. В 2014 году стал чемпионом мира среди юниоров на соревнованиях в итальянском Вальмаленко. Через год там же завоевал серебряную медаль, на первенстве 2016 года в Раубичах второй раз в карьере выиграл юниорское «золото».
На Кубке мира дебютировал в феврале 2015 года на домашнем этапе в Москве, где показал 12-й результат. В январе 2017 года на этапе мирового кубка в Лэйк-Плэсиде завоевал первый подиум, замкнув тройку лучших. Такой же результат показал на заключительном старте сезона в Москве.
В олимпийском сезоне 2017/18 одержал две кубковые победы и завоевал Малый хрустальный глобус в зачёте лыжной акробатики, став первым с 2003 года российским спортсменом, выигравшим этот трофей (тогда это удалось Дмитрию Архипову).
На чемпионате мира 2019 года в США, Максим сумел впервые в карьере завоевать титул чемпиона мира, обойдя всех своих соперников по финалу, включая олимпийского чемпиона 2018 года украинца Александра Абраменко. Золото Бурова-младшего стало первым для России на чемпионатах мира по фристайлу за 16 лет. На следующий день Максим вошёл в состав сборной России для участия в командном первенстве и помог команде выиграть бронзовые медали.
В сезоне 2020/21 Максим выиграл пять подряд этапов Кубка мира со старта сезона. На чемпионате мира в Алма-Ате успешно защитил титул победителя первенства планеты, а также одержал победу в командном первенстве.
2024 год
В августе 2024 года — Максим Буров победил на республиканских соревнованиях по прыжкам на лыжах в воду в Минске (Беларусь).

## Результаты на крупнейших соревнованиях

### Зимние Олимпийские игры
| Олимпийские игры | Акробатика |
| ---------------- | ---------- |
| 2018 Пхёнчхан    | 15         |

### Чемпионаты мира
| Чемпионат мира     | Акробатика | Командная акробатика |
| ------------------ | ---------- | -------------------- |
| 2017 Сьерра-Невада | 11         | н/д                  |
| 2019 Парк-Сити     | 1          | 3                    |
| 2021 Алма-Ата      | 1          | 1                    |

### Завоёванные Кубки мира
- Акробатика (2) — 2017/18, 2020/21

### Победы на этапах Кубка мира (14)
| №  | Сезон   | Дата        | Место проведения |
| -- | ------- | ----------- | ---------------- |
| 1  | 2017/18 | 13 янв 2018 | Дир-Вэлли        |
| 2  | 2017/18 | 20 янв 2018 | Лейк-Плэсид      |
| 3  | 2018/19 | 19 янв 2019 | Лейк-Плэсид      |
| 4  | 2018/19 | 23 фев 2019 | Минск            |
| 5  | 2019/20 | 7 фев 2020  | Дир-Вэлли        |
| 6  | 2020/21 | 4 дек 2020  | Рука             |
| 7  | 2020/21 | 16 янв 2021 | Ярославль        |
| 8  | 2020/21 | 17 янв 2021 | Ярославль        |
| 9  | 2020/21 | 23 янв 2021 | Москва           |
| 10 | 2020/21 | 30 янв 2021 | Раубичи          |
| 11 | 2021/22 | 2 дек 2021  | Рука             |
| 12 | 2021/22 | 3 дек 2021  | Рука             |
| 13 | 2021/22 | 10 дек 2021 | Рука             |
| 14 | 2021/22 | 11 дек 2021 | Рука             |